# Säve
Säve is een plaats in de gemeente Göteborg in het landschap Bohuslän en de provincie Västra Götalands län in Zweden. De plaats heeft 774 inwoners (2005) en een oppervlakte van 47 hectare. Säve ligt ongeveer vijf kilometer ten westen van de stad Göteborg. Ten oosten van Säve ligt bos en ten westen van Säve ligt landbouwgrond.

## Verkeer en vervoer
De plaats heeft een station aan de spoorlijn Göteborg - Skee.